# Doroteusz I (patriarcha Jerozolimy)
Doroteusz I – prawosławny patriarcha Jerozolimy w latach 1376–1417.